# Un indice de trop
Un indice de trop (The Double Clue) est un téléfilm britannique de la série télévisée Hercule Poirot, réalisé par Andrew Piddington, sur un scénario de Anthony Horowitz, d'après la nouvelle Le Double Indice, d'Agatha Christie.
Ce téléfilm, qui constitue le 26e épisode de la série, a été diffusé pour la première fois le 10 février 1991 sur le réseau d'ITV.

## Résumé
Marcus Hardman, collectionneur de bijoux, donne une réception dans son parc. Parmi les invités figurent lady Runcorn, la comtesse Vera Rossakoff, récemment arrivée de Russie, Johnston, un Sud-Africain, ainsi que Bernard Parker, ami et intermédiaire de Hardman pour certaines transactions. Pendant le récital d'une célèbre contralto australienne (en réalité, une voix de mezzo-soprano...), une personne portant des gants force le coffre et dérobe un collier d'émeraudes. Un gardien de la paix voit déguerpir un vagabond. L'inspecteur Japp découvre un gant près du coffre, tandis que Poirot trouve, dans le creux d'un canapé, un étui à cigarettes marqué aux initiales BP. Tout semble accuser Bernard Parker.  
Mais Poirot a la tête ailleurs car il tombe amoureux de la comtesse Rossakoff. Tous deux se fréquentent. Pourtant, des éléments la conduisent à elle. La sachant coupable, Poirot va monter une mascarade avec le concours de deux autres détectives : faire croire à l'intervention du vagabond et de son complice, près du lieu du vol, sous le regard de Hastings. Poirot "résout" l'affaire en parlant du rôle du vagabond et en remettant le butin (remis au détective par la comtesse) à Hardman. L'affaire est close, malgré une incompréhension (légitime) de Hastings et Miss Lemon sur des zones d'ombres que le détective n'a pas éclaircies. Le soir suivant, la comtesse s'en va et Poirot lui fait ses adieux en lui remettant son étui à cigarette aux initiales ВР (initiales de Vera Rossakoff... en alphabet cyrillique), l'indice de trop ! 

## Fiche technique
- Titre français : Un Indice de trop
- Titre original : The Double Clue
- Réalisation : Andrew Piddington
- Scénario : Anthony Horowitz, d'après la nouvelle Le Double Indice (1923) d'Agatha Christie
- Décors : Rob Harris
- Costumes : Robin Fraser-Paye
- Photographie : Chris O'Dell
- Montage : Jon Costello
- Musique originale : Christopher Gunning
- Casting : Rebecca Howard
- Production : Brian Eastman
  - Production déléguée : Nick Elliott
- Sociétés de production : Carnival Films, London Weekend Television
- Pays d'origine :  Royaume-Uni
- Langue originale : Anglais
- Genre : Policier
- Durée : 50 minutes
- Ordre dans la série : 26e - (7e épisode de la saison 3)
- Première diffusion :
  -  Royaume-Uni : 10 février 1991 sur le réseau d'ITV

## Distribution
- David Suchet (VF : Roger Carel) : Hercule Poirot
- Hugh Fraser (VF : Jean Roche) : Capitaine Arthur Hastings
- Philip Jackson (VF : Claude d'Yd) : Inspecteur-chef James Japp
- Pauline Moran (VF : Laure Santana) : Miss Felicity Lemon
- Kika Markham : Comtesse Vera Rossakoff
- David Lyon : Marcus Hardman
- David Bamber : Bernard Parker
- Charmian May : Lady Runcorn
- Nicholas Selby : Mr Johnstone
- Michael Packer : Redfern (un détective)
- William Chubb : Blake (un détective)
- Mark Fletcher : un agent de police
- William Osborne : le réceptionniste
- Meriel Dickinson : Katherine Bird (la chanteuse)
- Yitkin Seow : Nacora (le pianiste)
- Richard Ryan : un porteur

## Anecdotes
- On retrouve le même accessoire, un étui à cigarettes marqué aux initiales BP, dans l'épisode 3 saison 4 Un, deux, trois.... L'étui à cigarettes de Mr Amberiotis.
- La comtesse Rossakov réapparaîtra dans un épisode de la dernière saison de la série : Les Travaux d'Hercule. Elle sera citée dans d'autres épisodes dont Meurtre en Mésopotamie.

## Différences avec la nouvelle
- Dans la nouvelle, les personnages de Miss Lemon, de l'inspecteur Japp, du vagabond aperçu pendant la réception et des deux détectives engagés par Poirot au moment du départ de la comtesse Rossakov n'apparaissent pas.
- Dans la nouvelle, Marcus Hardman est décrit comme « un petit homme délicatement replet », tandis que l'adaptation télévisée montre un homme de relativement grande taille et sans excès de corpulence.
- La réception donnée par Marcus Hardman consiste, dans la nouvelle, en un « simple » thé, auquel sont conviées une demi-douzaine de personnes, suivi du petit récital du pianiste japonais et de la contralto australienne. Le vol des bijoux intervient après que le collectionneur a fait admirer sa collection de pierres précieuses enfermée dans un coffre, mal refermé après coup, puis une collection d'éventails dans une vitrine murale. Dans le téléfilm, la réception réunit plusieurs dizaines de personnes en soirée dans une tente à l'extérieur de la maison et quatre personnes (les quatre suspects de la nouvelle) s'absentent à un moment ou à un autre pour aller dans la maison, sous divers prétextes.
- Le téléfilm modifie les détails concernant Lady Runcorn, en lui prêtant des ennuis financiers et un nom de jeune fille, Beatrice Palmerston, inexistants dans la nouvelle. À l'inverse, dans celle-ci, Poirot et Hastings ne cherchent pas à rencontrer cette dame, et apprennent par Marcus Hardman, que Lady Caroline, tante de Lady Runcorn, était une personne souffrant de kleptomanie, détail qui est escamoté dans l'adaptation.
- De même, alors que dans le téléfilm, Hastings et Miss Lemon vont interroger Mr Johnston, ce sont Poirot et Hastings qui, dans la nouvelle, se rendent à son domicile et ont un entretien avec le secrétaire particulier du millionnaire.
- Enfin, le personnage de la comtesse Rossakov est très dissemblable entre la nouvelle et le téléfilm. La nouvelle présente une femme plutôt extravagante et haute en couleur, tandis que le téléfilm montre une belle femme plutôt discrète, avec laquelle Poirot a une idylle platonique. Dans la nouvelle, Poirot ne rencontre la comtesse qu'à deux reprises et se contente de manifester son enthousiasme après leur dernière entrevue.